# CSS Colonel Lovell

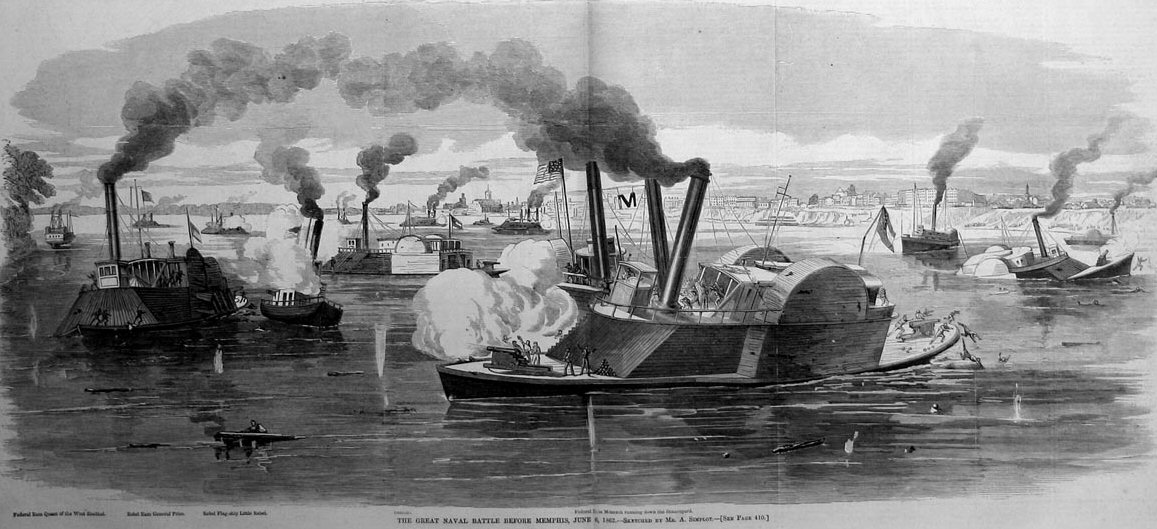
La gran batalla en Memphis, Tennessee, el CSS Colonel Lovell es el buque de ruedas laterales hundiéndose en la esquina.

El CSS Colonel Lovell, anteriormente llamado Hercules, fue construido en Cincinnati, Ohio, en 1843 y era propiedad de Ocean Towing Co. de Nueva Orleans. Fue asumida en 1861 por el general M. Lovell, al mando del distrito militar de Nueva Orleans, y convertida en un ariete revestido de algodón mediante la instalación de amuradas dobles de pino rellenas de algodón comprimido y placas de hierro de una pulgada en cada proa. Operó bajo la dirección del Departamento de Guerra de la Confederación y se adjuntó a la Flota de Defensa del Río Misisipi, comandada por el Comodoro J. E. Montgomery, ex capitán de un barco de vapor fluvial.
El 10 de mayo de 1862, mientras operaba frente a Fort Pillow, Tennessee, en defensa de los accesos fluviales a Memphis, el Colonel Lovell, en compañía de siete de los barcos de Montgomery, atacó las cañoneras acorazadas de la Flotilla Federal del Misisipi. La acción de Plum Point Bend que siguió fue testigo de tácticas de embestida exitosas por parte de los confederados, aunque cada uno de sus barcos montó al menos cuatro cañones de 8 pulgadas. Las cañoneras federales Cincinnati y Mound City se ejecutaron en los bancos en condiciones de hundimiento. Más tarde, la fuerza de Montgomery mantuvo retenidos a los arietes y cañoneras federales hasta que Fort Pillow fue evacuado con éxito el 1 de junio, y los arietes confederados retrocedieron a Memphis para cargar carbón.
Después de la captura federal de Fort Pillow Flag, el oficial Charles H. Davis, USN, al mando de la Flotilla de Misisipi, siguió adelante sin demora y apareció frente a Memphis con una fuerza superior el 6 de junio. Incluidos en su fuerza estaban dos de los arietes del Ejército Federal, comandados por el Coronel Charles R. Ellett, Jr. Montgomery, que no estaba dispuesto a retirarse a Vicksburg debido a su escasez de combustible y no estaba dispuesto a destruir sus barcos, decidido a luchar contra todo pronóstico. En el enfrentamiento que siguió, uno de los motores del Colonel Lovell falló y se volvió incontrolable. Luego fue embestida en el centro por el USS Queen of the West, e inmediatamente fue golpeada nuevamente por el USS Monarch, ambos de la flota de Ellett. El Colonel Lovell se hundió en aguas profundas en medio del río. El capitán J. C. Delancy y varios miembros de su tripulación pudieron nadar hasta la orilla.